# National Museum of American History
Il National Museum of American History: Kenneth E. Behring Center è un museo di Washington che raccoglie, conserva e mostra il patrimonio degli Stati Uniti nel campo della storia sociale, politica, culturale, scientifica e militare.
È situato lungo il National Mall e tra gli oggetti esposti vi sono la versione originale della Bandiera degli Stati Uniti (con 15 stelle e 15 strisce) e la sedia appartenuta ad Archie Bunker.

## Storia
Il primo museo fu aperto nel 1964 con il nome Museo di Storia e Tecnologia. L'edificio era una delle ultime strutture progettate dal famoso studio di architettura McKim Mead & White. Nel 1980, il museo è stato ribattezzato National Museum of American History, per meglio rappresentare una rinnovata missione: la raccolta, la cura, lo studio e l'interpretazione di oggetti che riflettono la storia del popolo americano.
Il museo ha annunciato nel maggio 2012, che John Gray sarebbe diventato il nuovo direttore del museo.

### Ristrutturazione

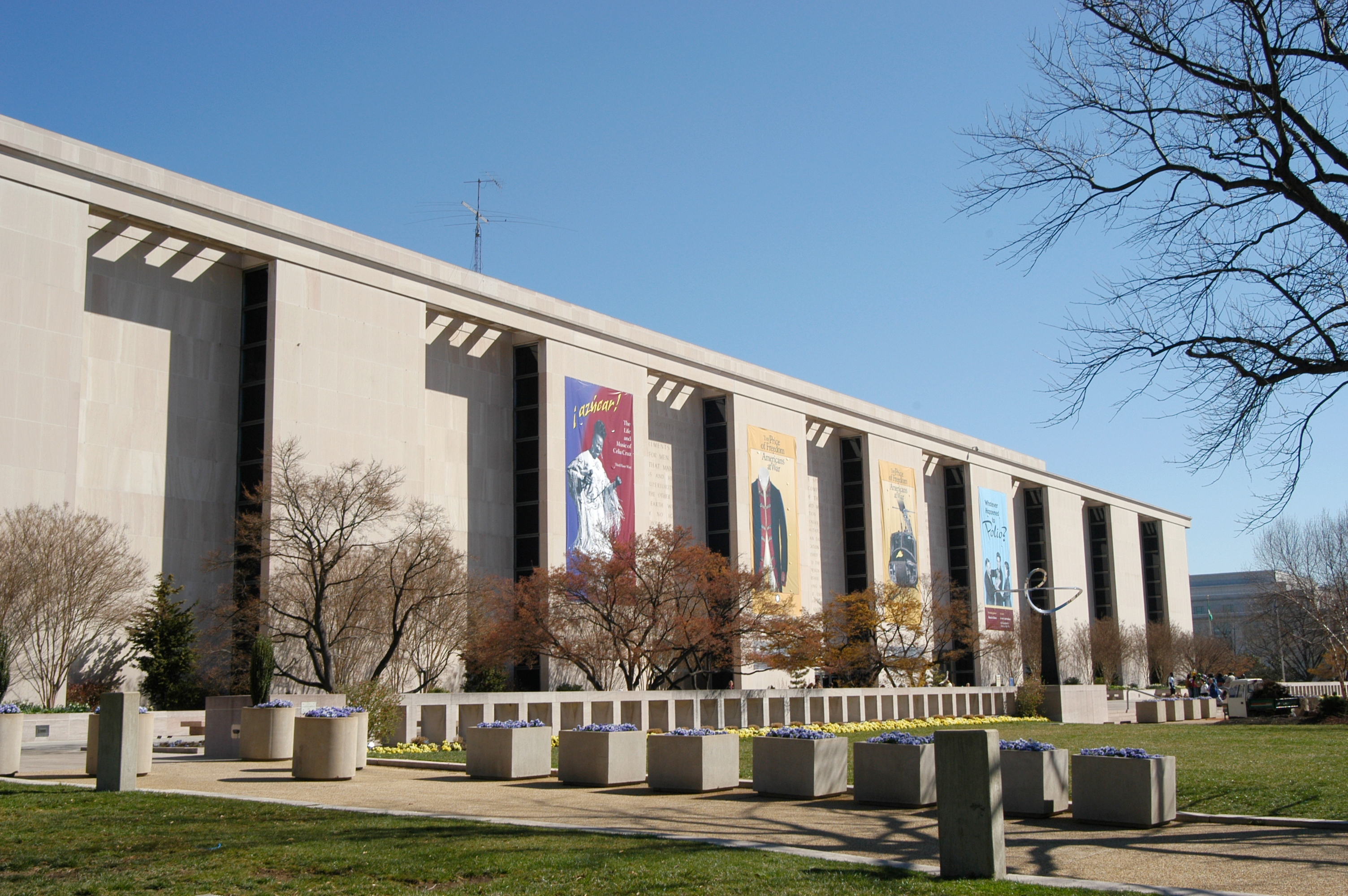
La facciata del museo

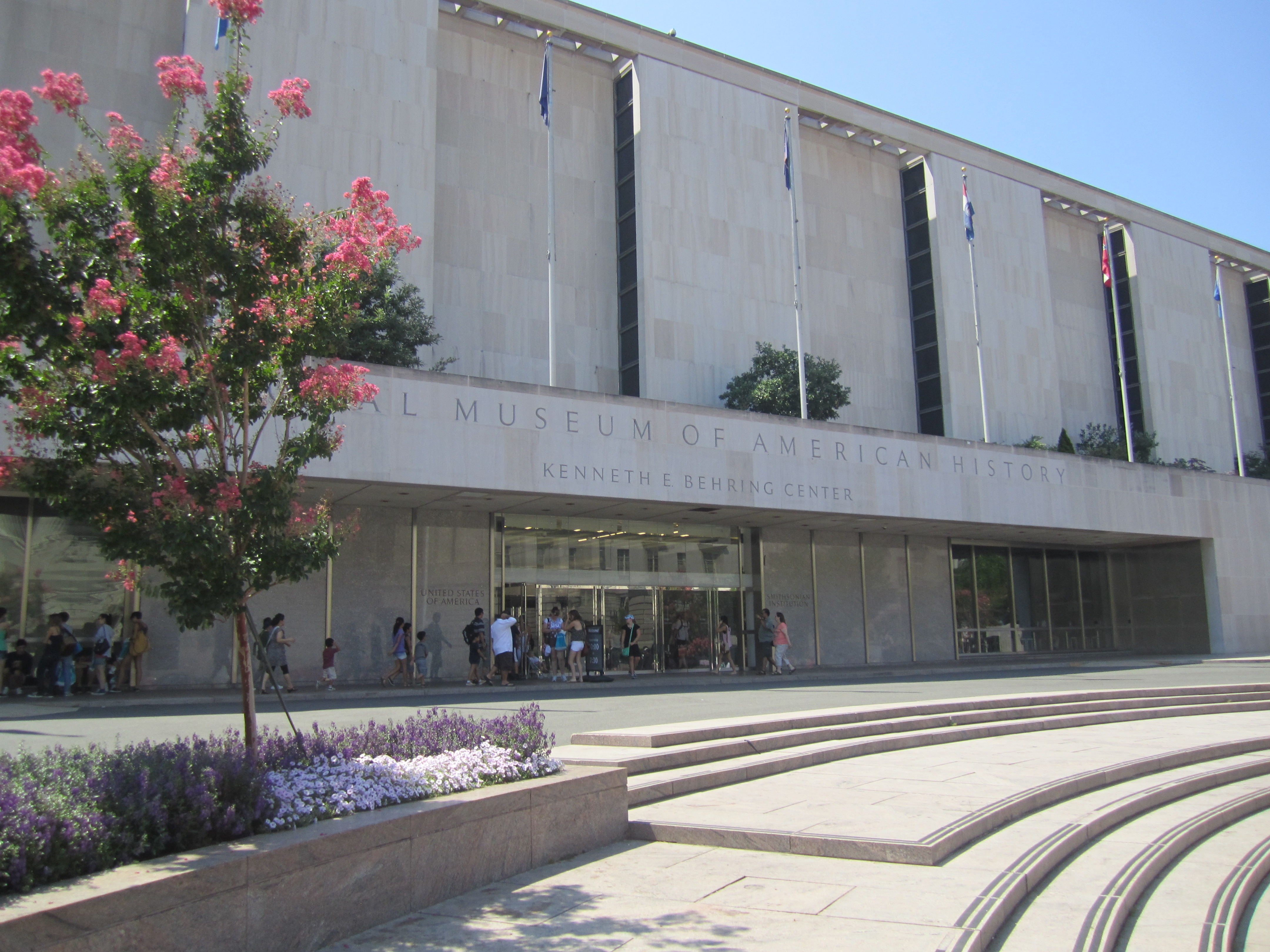
Un'altra veduta del museo

La ristrutturazione del museo è costata 85 milioni di dollari ed è durata dal 5 settembre 2006 al 21 novembre 2008, durante la quale il museo è stato chiuso. Le principali modifiche apportate durante la ristrutturazione sono:
- Un nuovo atrio che è circondato da esposizioni di manufatti che illustrano la vastità della collezione del museo.
- Una nuova grande scalinata che collega primo e secondo piano del museo.
- Un nuovo centro accoglienza, così come l'aggiunta di sei oggetti, punto di riferimento, per aiutare i visitatori ad orientarsi.
- Nuove gallerie come la Girolamo e Dorothy Lemelson Hall of Invention.
- Una nuova sede per la Star-Spangled Banner che protegge la bandiera in una camera ambientale controllata.

## Scultura all'aperto
Una scultura astratta, l'Infinity (de Rivera), alta 24 metri, dedicata al National Mall, fu realizzata all'ingresso del museo nel 1967. La scultura, che è stato progettata da José de Rivera e creata da Roy Gussow, è stata una delle prime sculture astratte visibile in un edificio pubblico a Washington DC. La scultura è costituito da un nastro di acciaio lungo 4,9 metri posizionato in cima ad una torre di granito.

## Primo piano

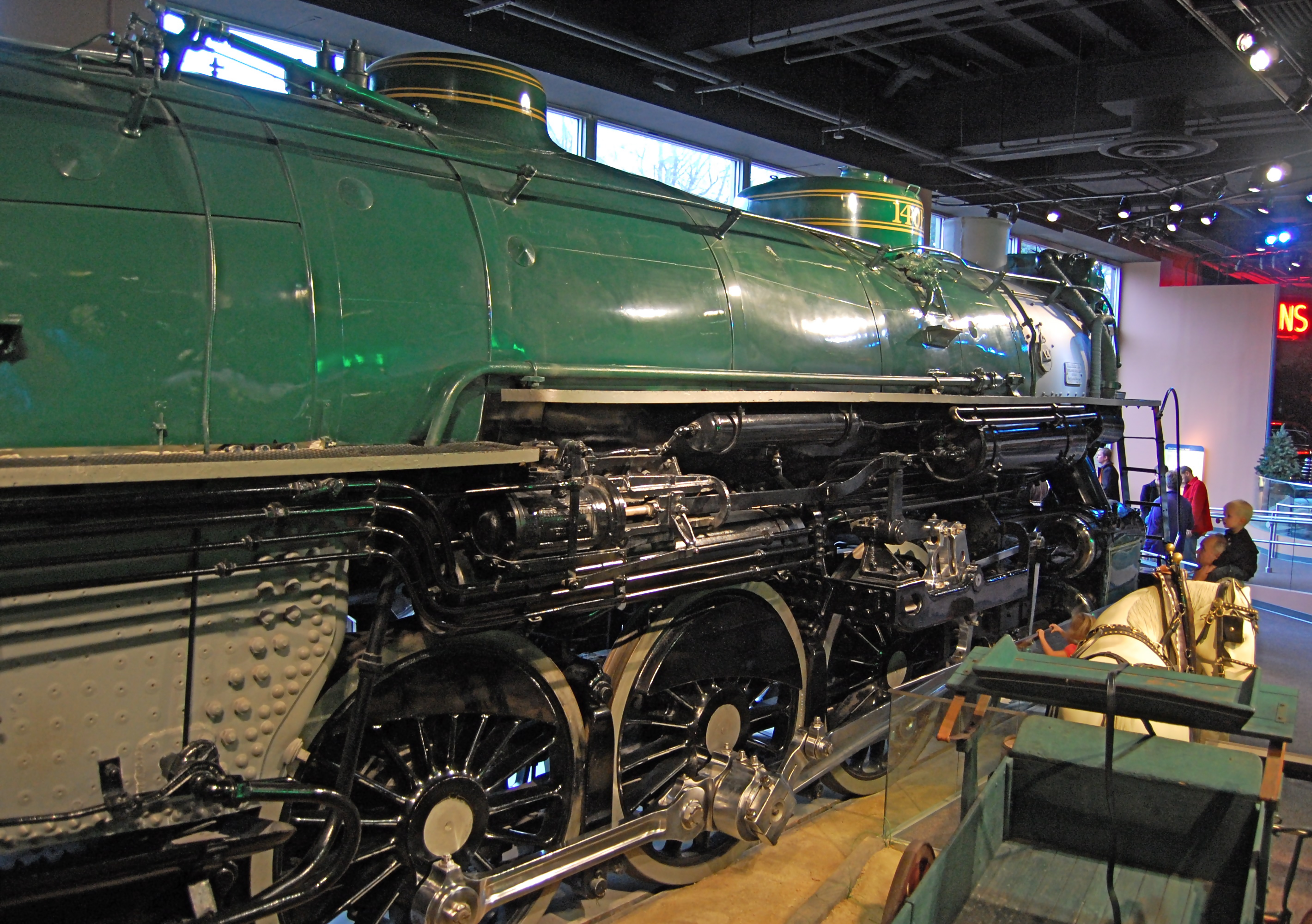
Una locomotiva della Southern Railways in mostra nell'"America on the Move", una delle mostre al primo piano del museo.

Le mostre nell'ala est del primo piano sono sul trasporto e la tecnologia e comprendono l'"America on the Move" e "Lighting a Revolution".
Le mostre nella West Wing riguardano la scienza e l'innovazione. Essi comprendono "Science in American Life featuring Robots on the Road" e "Bon Appétit! Julia Child's Kitchen at the Smithsonian", così come il Lemelson Center per lo studio di invenzione e innovazione nello "Spark! Lab".
Vi si trovano inoltre un caffè e il negozio principale del museo.

## Terzo piano
Le mostre nell'ala est al terzo piano si concentrano sulle guerre americane e la politica e comprendono le mostre "The Price of Freedom: Americans at War" e "The Gunboat Philadelphia".
Il centro del terzo piano presenta la "The American Presidency: A Glorious Burden", una mostra che esplora la vita personale e pubblica dei 44 presidenti degli Stati Uniti D'America.
Le mostre nell'ala ovest del terzo piano si concentrano sull'intrattenimento, lo sport e la musica e comprendono le mostre "Thanks for the Memories: Music, Sports and Entertainment History" e "The Dolls' House".

## Livello inferiore
Il livello più basso del museo ospita la mostra "Taking America to Lunch", che celebra la storia del pranzo in scatola americano.

## Archivio
A sostegno della missione del museo, il Centro Archivi identifica, acquisisce e conserva importanti documenti d'archivio sulla storia americana e sulle sue diverse culture.
Il Centro archivi occupa più di 12.000 scaffali. Documenti importanti sono la storia della radio, la televisione, il telegrafo, l'informatica, e altri aspetti della storia della tecnologia, con un particolare interesse per la storia della invenzione, la pubblicità, il marketing e l'imprenditorialità, oltre a cartoline, biglietti d'auguri e spartiti musicali. Questi e un'altra vasta gamma di reperti sono documentati in documenti aziendali, documenti personali, registrazioni video e audio e fotografie storiche.

## Jerome and Dorothy Lemelson Center for the Study of Invention and Innovation
Il Lemelson Center produce programmi educativi, pubblicazioni popolari e accademiche e mostre. La missione del Centro è quella diffondere informazioni su invenzioni e innovazioni, incoraggiare la creatività inventiva dei giovani e di promuovere un apprezzamento per il ruolo centrale delle invenzioni e delle innovazione nella storia degli Stati Uniti. Il Centro organizza mostre itineranti, offre opportunità di ricerca e borse di studio per gli studiosi.

## Elettronica & Informatica
Nel campo della scienza, alcune personalità importanti il cui lavoro è stato aggiunto al Museo sono:
- Seymour Cray (inventore del Supercomputer)
- Gordon Moore (creatore della legge di Moore)
- Roland Moreno (inventore della smart card)
- Robert Kahn e Sir Tim Berners-Lee (creatori dell'Internet Protocol e del World Wide Web).